# Campi di concentramento di Kaufering
Kaufering era un complesso di undici sottocampi del campo di concentramento di Dachau situato intorno alla città di Landsberg am Lech in Baviera, operativo tra il 18 giugno 1944 e il 27 aprile 1945. In precedenza, la Germania nazista aveva deportato tutti gli ebrei dal Reich, ma avendo esaurito altre fonti di lavoro a causa del massiccio invio di uomini al fronte, gli ebrei furono deportati a Kaufering per costruire tre enormi bunker sotterranei: Weingut II, Diana II e Walnuss II, teoricamenti immuni dai bombardamenti alleati che avevano devastato le fabbriche di aerei tedeschi. I bunker erano infatti destinati alla produzione di velivoli Messerschmitt Me 262, ma di fatto nessun aereo fu assemblato nei campi prima che l'esercito degli Stati Uniti conquistasse l'area.
Kaufering era il più grande dei sottocampi di Dachau e anche quello con la più alta micidialità: circa la metà dei 30.000 prigionieri morì di fame, malattie, esecuzioni o durante le marce della morte. La maggior parte dei siti non sono stati conservati e sono stati riadattati ad altri scopi.

## Costruzione

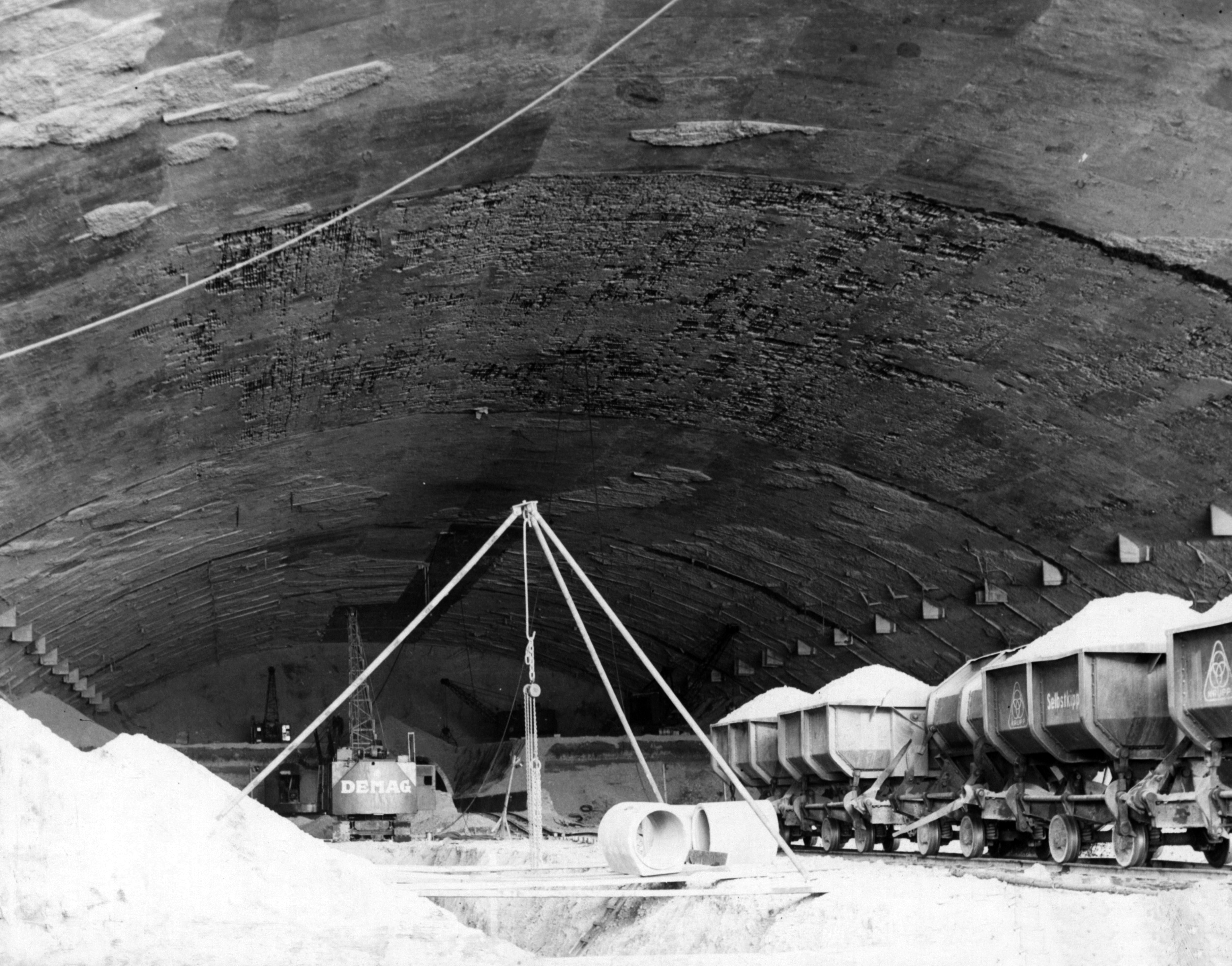
Vista interna di Weingut I, il bunker di Mühldorf

All'inizio del 1944, i bombardamenti alleati avevano ridotto la produzione di aerei da combattimento delle fabbriche tedesche fino a due terzi. Al fine di ridurre l'efficacia dei bombardamenti alleati, il Jägerstab, una task force del Ministero degli armamenti e della produzione bellica del Reich, per aumentare la produzione di caccia pianificò di spostare la produzione sottoterra.
Le aree sotterranee esistenti, come le caverne e le miniere, non erano adatte alla produzione in fabbrica, quindi dovevano essere costruiti nuovi bunker di cemento, utilizzando i prigionieri dei campi di concentramento per il lavoro coatto. La scelta ricadde sull'area intorno a Landsberg am Lech in Baviera, dove sono stati stabiliti i sottocampi di Kaufering, in virtù della sua geologia favorevole: vi si trovava infatti uno strato di ghiaia di dieci metri di spessore e una falda acquifera a tredici metri di profondità. Dei sei bunker previsti, tre avviarono la loro produzione a Kaufering e un altro nel vicino campo di concentramento di Mühldorf. In precedenza, la Germania nazista aveva tentato di fare del Reich un territorio Judenrein ("ripulito dagli ebrei") deportando tutti gli ebrei nelle aree orientali. Tuttavia, avendo esaurito altre fonti di lavoro forzato, gli ebrei furono reintrodotti nel Reich in qualità di schiavi per lavorare al nuovo progetto. Kaufering I, successivamente ribattezzato Kaufering III, fu fondato da un trasporto di 1.000 ebrei ungheresi dal campo di concentramento di Auschwitz che arrivarono a Kaufering, in Baviera, il 18 giugno 1944. I funzionari prigionieri furono portati da Dachau per gestire il nuovo campo.

## Lavoro forzato

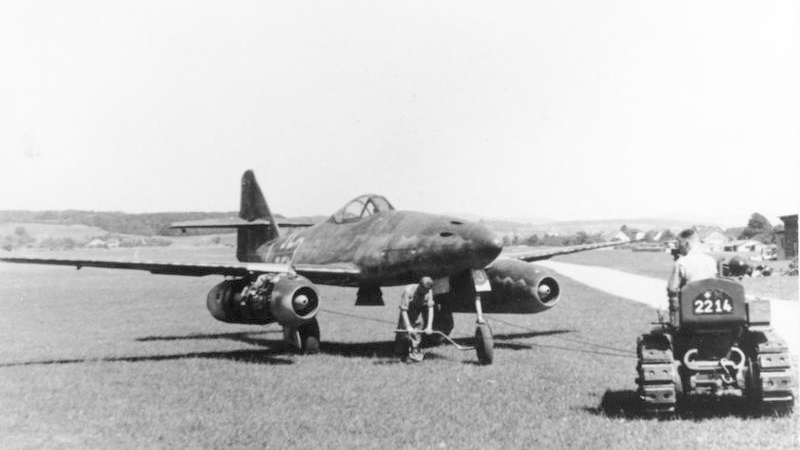
Lo scopo del campo era quello di produrre Messerschmitt Me 262 A.

Insolitamente, la costruzione dei campi, oltre a fornire cibo e cure mediche, era di competenza dell'Organizzazione Todt (OT), non delle SS, la quale cercava di ricavare il massimo della manodopera con la minima spesa. I prigionieri deportati in ogni campo dovevano costruire da soli i propri alloggi. Le capanne risultanti, parzialmente interrate per celarsi alla ricognizione aerea, erano completamente inadeguate alle condizioni meteorologiche. Pioggia e neve filtravano dai tetti di terra e gli insetti infestavano le capanne. I prigionieri dovevano dormire nella paglia sparsa sul pavimento. Tra i sottocampi di Dachau, Kaufering aveva le condizioni di vita peggiori.
La maggior parte dei prigionieri fu costretta a lavorare alla costruzione di argini ferroviari e al trasporto di sacchi di cemento per i progetti di costruzione di tre bunker, nome in codice Weingut II, Diana II e Walnuss II. Weingut II misurava 400 metri di lunghezza e 28 metri di altezza (corrispondenti a un edificio di cinque piani), con un tetto in cemento di ben tre metri di spessore (la misura inizialmente previste, cinque metri, fu drasticamente ridotta a causa della carenza di materiali). La superficie totale avrebbe dovuto essere di 95 chilometri quadrati; lo stabilimento di Augusta di cui doveva prendere il posto misurava solo 12 chilometri quadrati distribuiti su tre diverse aree. Al fine di sottrarsi ai raid aerei, il 40% del bunker era sotterraneo e il suo tetto era coperto di terra per mimetizzarsi. Il picco della lavorazione vide la manodopera di diecimila ebrei contemporaneamente.

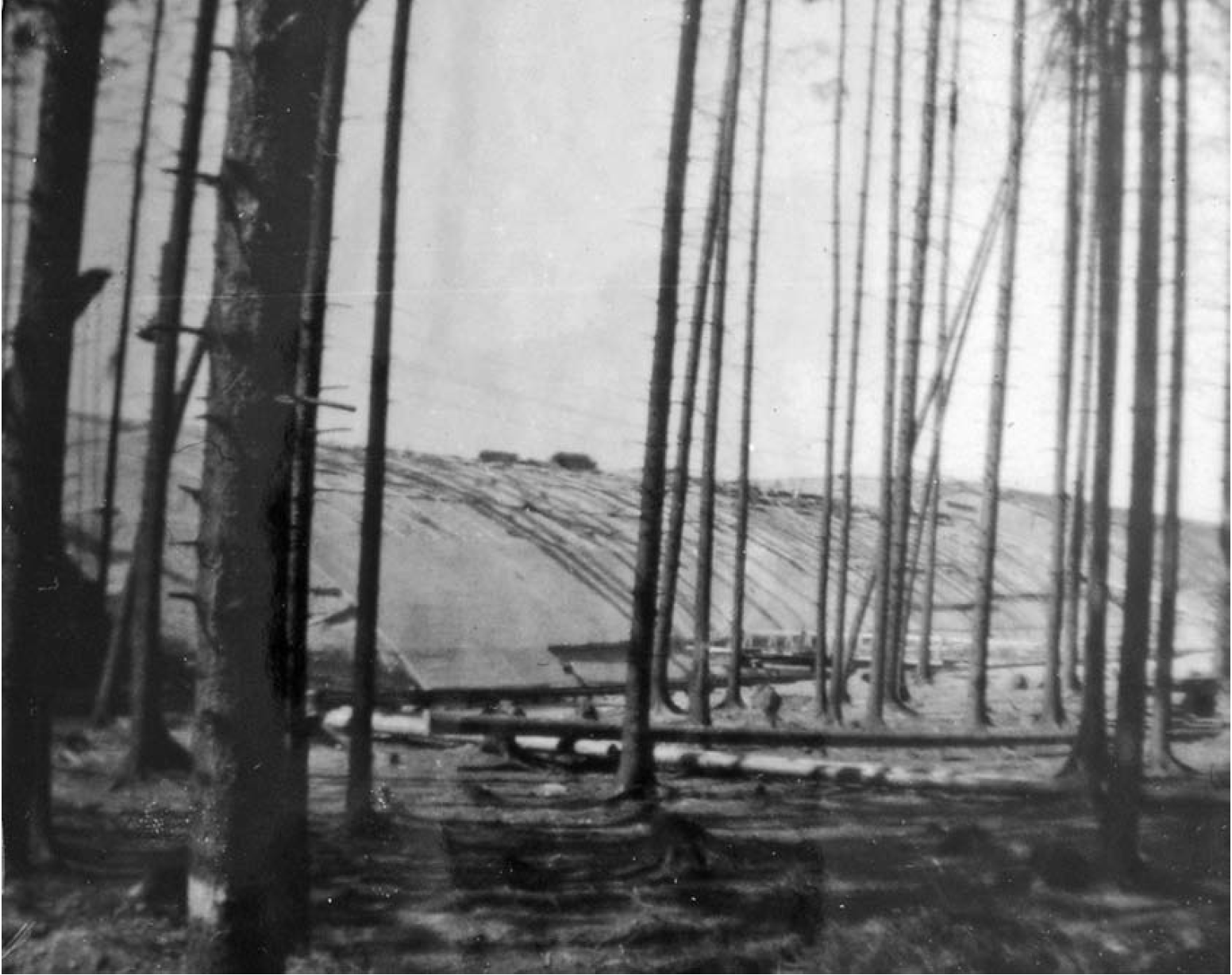
Vista esterna del bunker di Weingut II

I bunker dovevano essere utilizzati per la produzione di diversi componenti del Messerschmitt Me 262 A, il primo aereo a reazione operativo, che i tedeschi speravano avrebbero ribaltato le sorti della guerra contro gli alleati. Messerschmitt AG mirava a produrre 900 velivoli Me 262 e ulteriori Messerschmitt Me 163 B a Kaufering, impiegando 10.000 lavoratori per turno in ogni bunker, 90.000 in tutto, di cui un terzo doveva essere costituito da prigionieri del campo di concentramento. Tuttavia, la costruzione di Diana II e Walnuss II non fu terminata a causa della mancanza di cemento e acciaio. Quando gli Stati Uniti liberarono l'area nell'aprile 1945, lo scavo di Weingut II non era completo, ma erano già state installate macchine di produzione. Tuttavia, non un singolo aereo fu prodotto prima della liberazione.
Le insostenibili condizioni di vita cui erano sottoposti i prigionieri e la loro conseguente estenuazione ridussero la maggior parte di loro all'incapacità di lavorare. Gli OT e gli stessi operai edili non tardarono a percuotere gli internati per incrementarne la produttività. I lavoratori di OT si lamentavano del fatto che, a causa della grave infestazione da parassiti, i prigionieri "perdevano tempo" cercando di liberarsi dai pidocchi quando avrebbero dovuto lavorare. Nel dicembre 1944, un membro del personale OT osservò che su 17.600 prigionieri, solo 8.319 erano in grado di lavorare, compresi quelli capaci solo di lavoro leggero. Poiché le aziende che assumevano i lavoratori si lamentavano di dover pagare il lavoro dei prigionieri inabili al lavoro, nel settembre e nell'ottobre 1944 furono incolonnati ad Auschwitz trasporti per un totale di 1.322 o 1.451 persone. Al loro arrivo, furono immediatamente inviati alle camere a gas.

## Comando e organizzazione
L'organico delle SS a Kaufering aveva servito principalmente nei campi di sterminio orientali, come Majdanek e Auschwitz, che erano stati liberati dall'Armata Rossa. Il primo comandante, Heinrich Forster, aveva precedentemente lavorato nei campi di concentramento di Sachsenhausen, Dachau e Kovno. Forster fu sostituito nel dicembre 1944 da Hans Aumeier, ex vice comandante di Auschwitz e comandante del campo di concentramento di Vaivara. Nel febbraio 1945 Otto Förschner, ex comandante di Mittelbau-Dora, assunse il comando di Kaufering. Il medico del campo era Max Blancke, che aveva lavorato in più campi di concentramento. L'architetto Hermann Giesler, uno stretto collaboratore di Adolf Hitler, era incaricato della costruzione del bunker.
Composto da undici sottocampi, Kaufering era il più grande dei sistemi di sottocampi di Dachau, e probabilmente il più grande sistema di sottocampi ebraici del Reich.

### Elenco dei sottocampi Kaufering

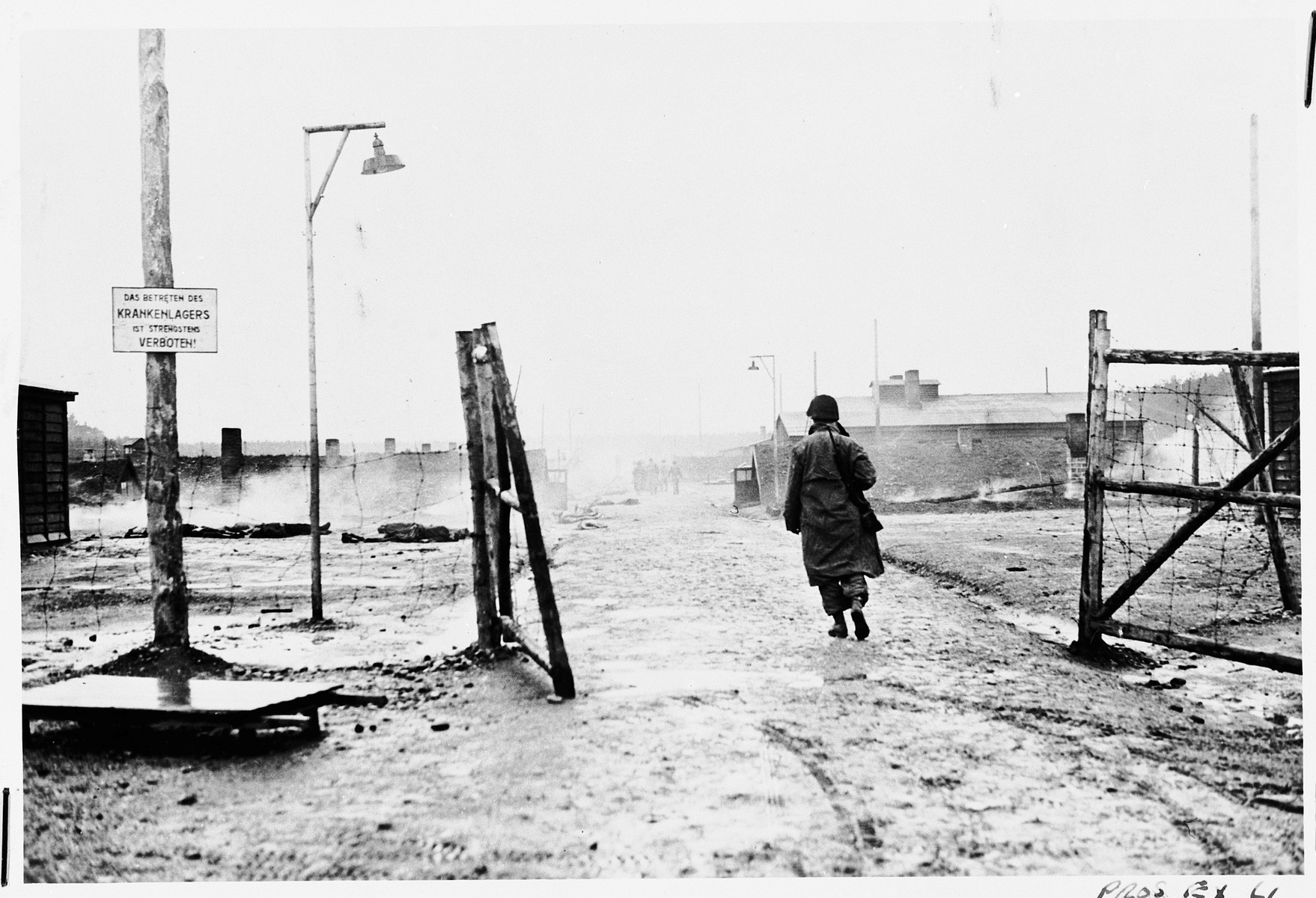
Porta di Kaufering I con soldato statunitense

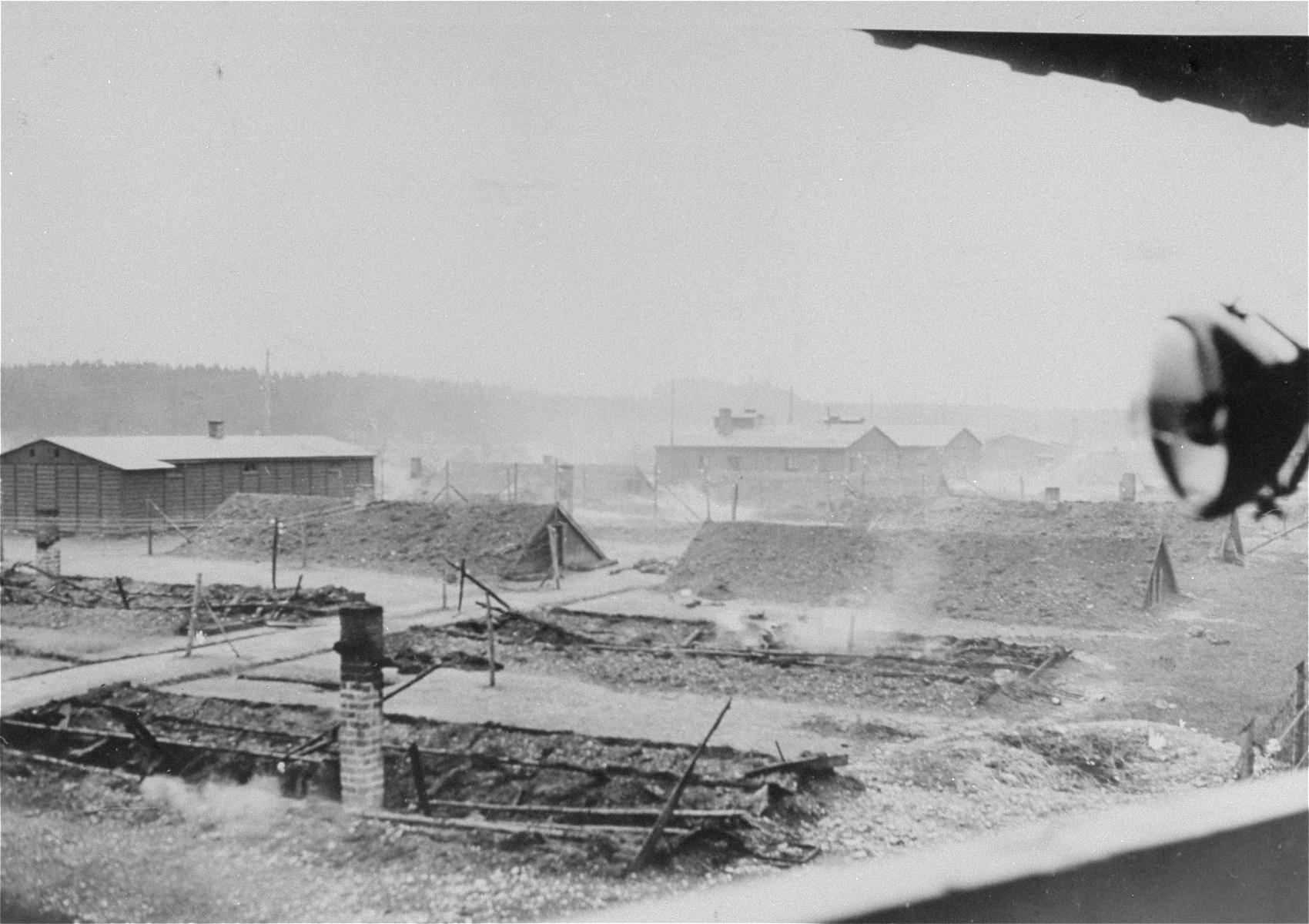
Kaufering IV il giorno della liberazione

## Prigionieri

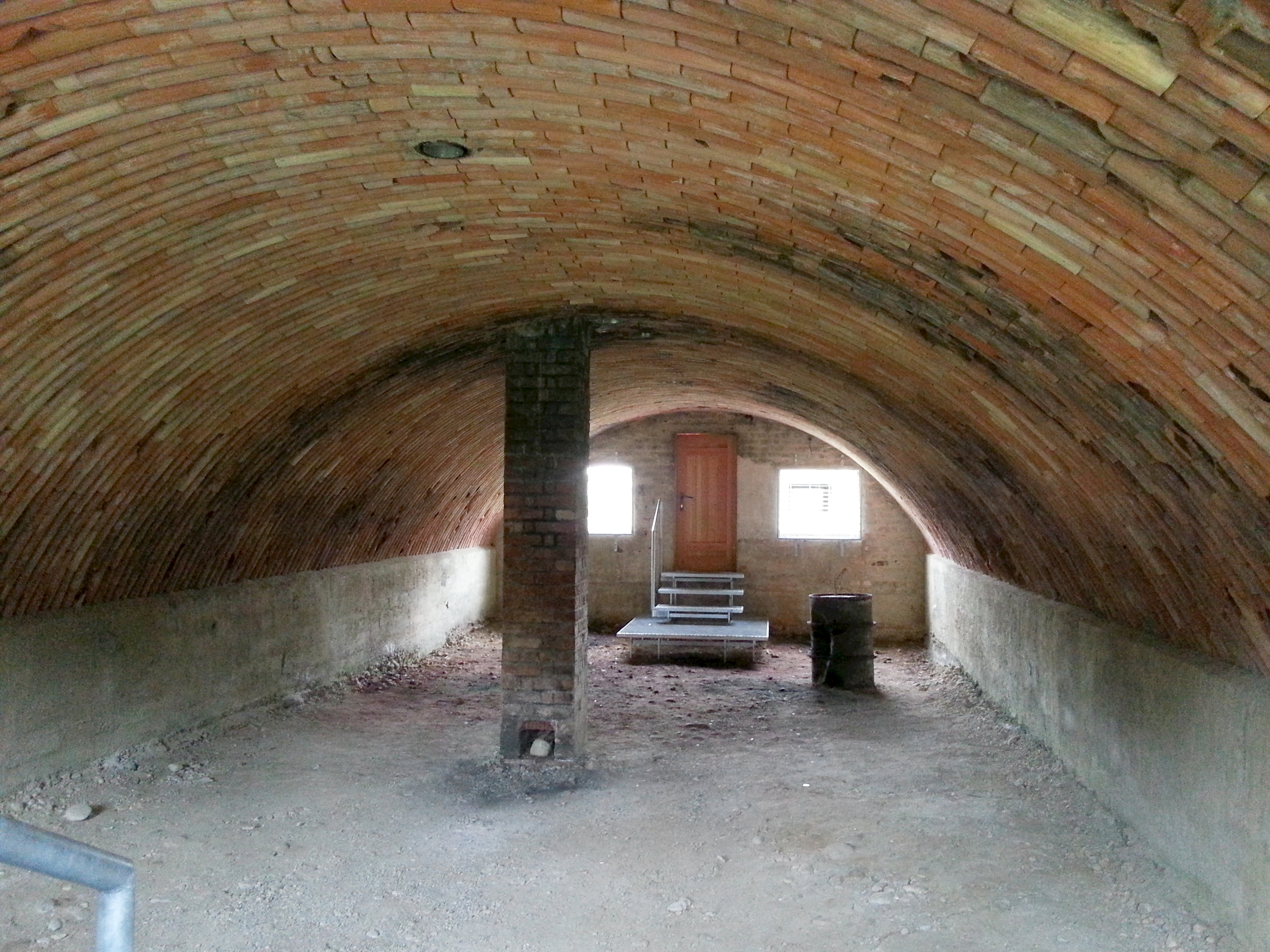
Caserma a Kaufering VII

Circa 30.000 prigionieri hanno transitato nei campi di Kaufering, di cui 4.200 donne e 850 bambini, una cifra tale da surclassare la popolazione dell'area circostante: la popolazione che si era stanziata nell'area di Landsberg non superava le diecimila unità.
Quasi tutti i prigionieri erano ebrei, la maggior parte dei quali proveniva dall'Ungheria o dalle aree annesse dall'Ungheria. Ottomila ebrei furono sfollati dal ghetto di Kovno nel luglio 1944, mentre l'Armata Rossa si avvicinava; di questi, tutti gli uomini furono inviati a Kaufering. Altri ebrei arrivarono a Kaufering quell'estate durante la liquidazione dei campi di concentramento nei Paesi baltici che stavano per essere invasi dall'Armata Rossa. Questi ebrei erano già sopravvissuti a innumerevoli "Aktion"; rastrellamenti sommari le cui vittime venivano deportate per essere uccise, e a tre anni di lavori forzati, oltre ai ben noti lunghi trasporti in vagoni bestiame.
Altri prigionieri inviati a Kaufering erano sopravvissuti quattro anni nel ghetto di Łódź e a una selezione ad Auschwitz. Il 10 ottobre 1944, un trasporto di uomini ebrei che erano stati imprigionati nel ghetto di Theresienstadt nel protettorato di Boemia e Moravia arrivò da Auschwitz. Altri prigionieri ebrei provenivano dai Paesi Bassi, dalla Francia, dall'Italia o da Rodi.
Parte del cibo destinato ai prigionieri veniva trattenuto dalle SS, riducendo ulteriormente la già scarsa alimentazione dei prigionieri. Coloro che erano malati di tifo, febbre maculosa o tubercolosi, estremamente diffuse nel campo, ricevevano ancora meno cibo, e le razioni furono ulteriormente ridotte man mano che la guerra volgeva al termine e ne sorgeva la carenza. Le condizioni erano troppo dure perché si sviluppasse un movimento di resistenza. Tuttavia, i sopravvissuti del ghetto di Kovno portarono avanti finché possibile la pubblicazione di un giornale clandestino, Nitsots, scritto a mano e distribuito illegalmente. Elkhanan Elkes, capo dello Judenrat a Kovno, era l'anziano del campo di Kaufering I, dove morì.
Una commissione istituita dopo la guerra ha stimato che circa 14.500 prigionieri di Kaufering vi abbiano trovato la morte, per destituzione, percosse, esecuzioni sommarie o malattie. Altre cause furono il trasferimento ad Auschwitz per eliminazione tramite camere a gas, o le stesse marce della morte avvenute per la liquidazione del campo. La storica tedesca Edith Raim ha scritto che circa la metà dei 30.000 prigionieri morì prima della liberazione. Secondo lo storico americano Daniel Blatman, circa 4.300 di quelle vittime morirono nella stessa Kaufering; altre vittime sono state inviate a Dachau dopo essere diventate impossibilitate a lavorare.

## Marce della morte

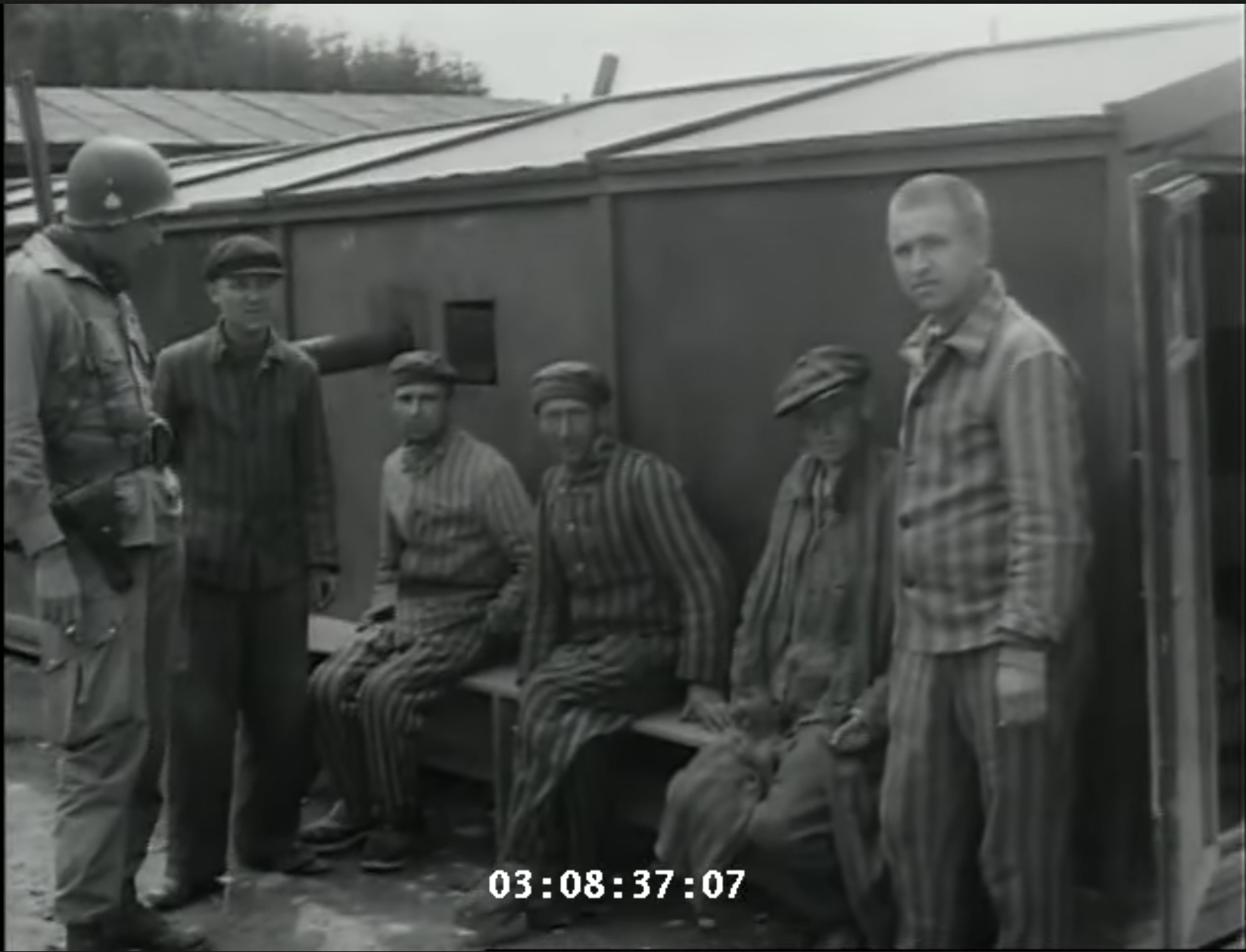
Sopravvissuti liberati a Kaufering I

Mentre le truppe alleate si avvicinavano, circolavano voci tra i prigionieri che i tedeschi li avrebbero massacrati prima della liberazione, e in effetti tentativi di liquidazione dei deportati vennero tentati o messi in pratica in molti dei campi di concentramento nazisti. A metà aprile, il generale delle SS Ernst Kaltenbrunner trasmise ordini da Adolf Hitler per la Luftwaffe di bombardare Dachau, Landsberg e Mühldorf, che avevano tutti un'alta popolazione ebraica. Il Gauleiter di Monaco, Paul Giesler, ordinò a Bertus Gerdes, amministratore dell'Alta Baviera, di preparare i piani per lo sterminio dei prigionieri sopravvissuti. Gerdes prese tempo, adducendo a scusa la mancanza di carburante e munizioni per gli aeroplani, e le avverse condizioni meteorologiche. In risposta, Kaltenbrunner ordinò che i prigionieri Kaufering fossero portati al campo principale di Dachau, dove sarebbero stati eliminati tramite iniezione. Gerdes ordinò a un medico locale di preparare il veleno, ma fu presto evidente che era un piano inattuabile. Il terzo piano prevedeva di portare i prigionieri nella valle di Ötz nelle Alpi, dove, semplicemente, sarebbero stati uccisi "in un modo o nell'altro". [33]
Secondo i documenti tedeschi, 10.114 prigionieri, comprese 1.093 donne, erano nei campi di Kaufering durante l'ultima settimana di aprile. La maggior parte di loro fu evacuata a Dachau o in località più a sud, a piedi o in treno. I prigionieri affrontarono una difficile scelta se unirsi alle marce della morte o cercare di sottrarvisi, intuendone le scarse possibilità di sopravvivenza. Durante le marce della morte, in effetti, chiunque non riuscisse a tenere il passo fu picchiato o ucciso. L'evacuazione fu disordinata e molti prigionieri riuscirono a fuggire durante i rastrellamenti al campo o più tardi, quando le colonne furono attaccate da aerei statunitensi. Il 23 aprile, 1.200 prigionieri lasciarono Kaufering VI (Türkheim) a piedi e furono incorporati ai prigionieri costretti a una marcia della morte dal campo principale di Dachau. Altri 1.500 prigionieri lasciarono Kaufering il giorno successivo, procedendo prima a piedi e poi in treno. In più occasioni, i prigionieri furono attaccati da aerei alleati. In uno di questi attacchi, il cui obbiettivo era un treno che trasportava munizioni ma anche prigionieri, centinaia di vittime rimasero uccise. Alcuni dei prigionieri evacuati da Kaufering finirono al campo di concentramento di Allach.
Centinaia di sfollati da Kaufering giunsero al campo di concentramento di Buchberg (a sud di Wolfratshausen) il 29 aprile. Otto Moll, un funzionario di Kaufering, pianificò di eliminare in massa questi prigionieri ma non ottenne il permesso dal comandante del campo. Uccise tuttavia Moll tra i 120 e i 150 prigionieri russi provenienti da Buchberg. Molti deportati da Kaufering furono liberati a Dachau il 28 aprile, ma altri furono costretti a marciare verso sud nell'Alta Baviera e non furono liberati fino a maggio. Kaufering IV, dove venivano trattenuti gli incapaci di camminare, fu incendiato per ordine del medico delle SS, Max Blancke. Centinaia di prigionieri malati o moribondi furono intrappolati all'interno e uccisi. Poco dopo, Blancke si suicidò.

Kaufering dopo la liberazione
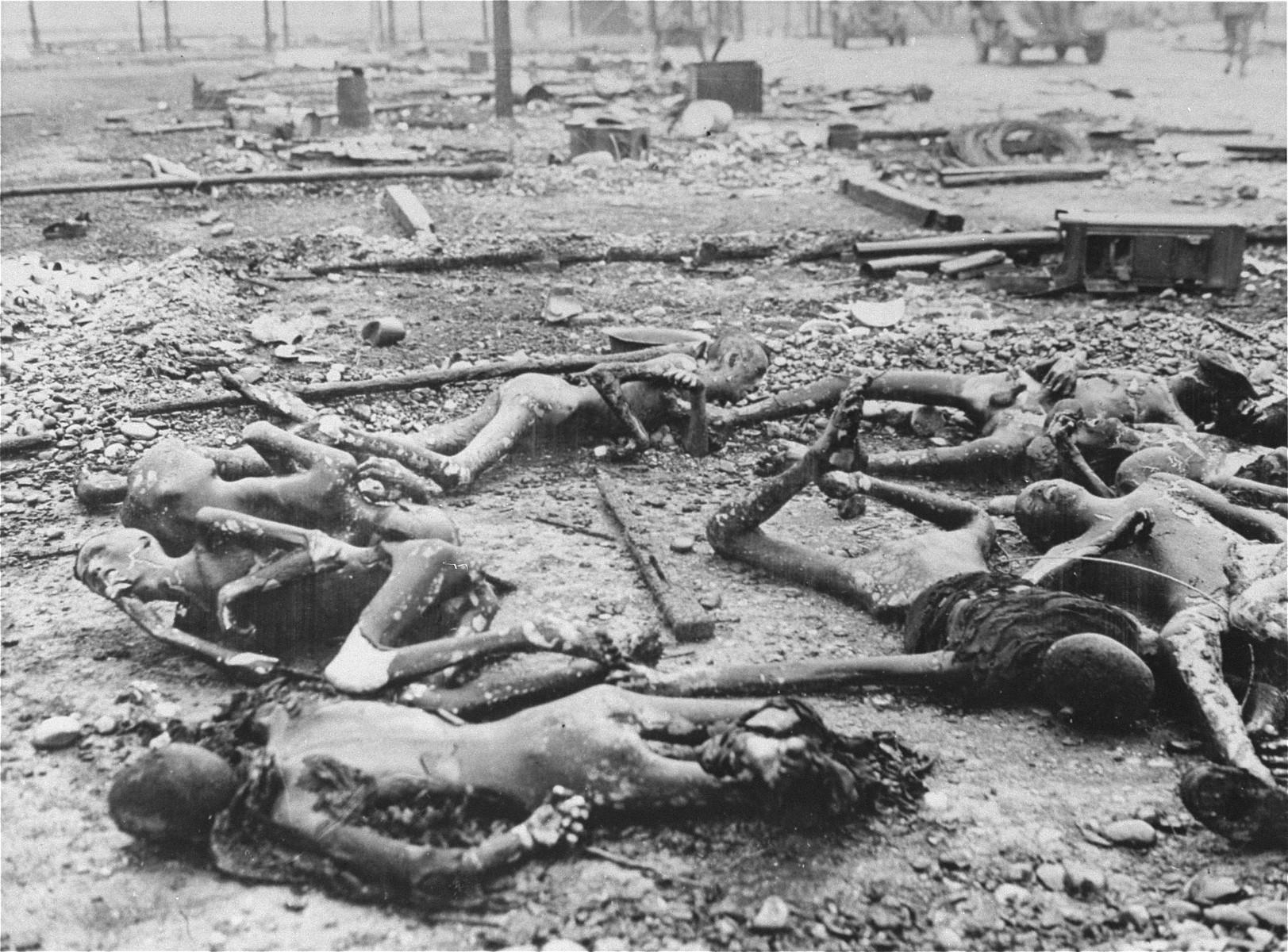
Cadaveri carbonizzati a Kaufering IV
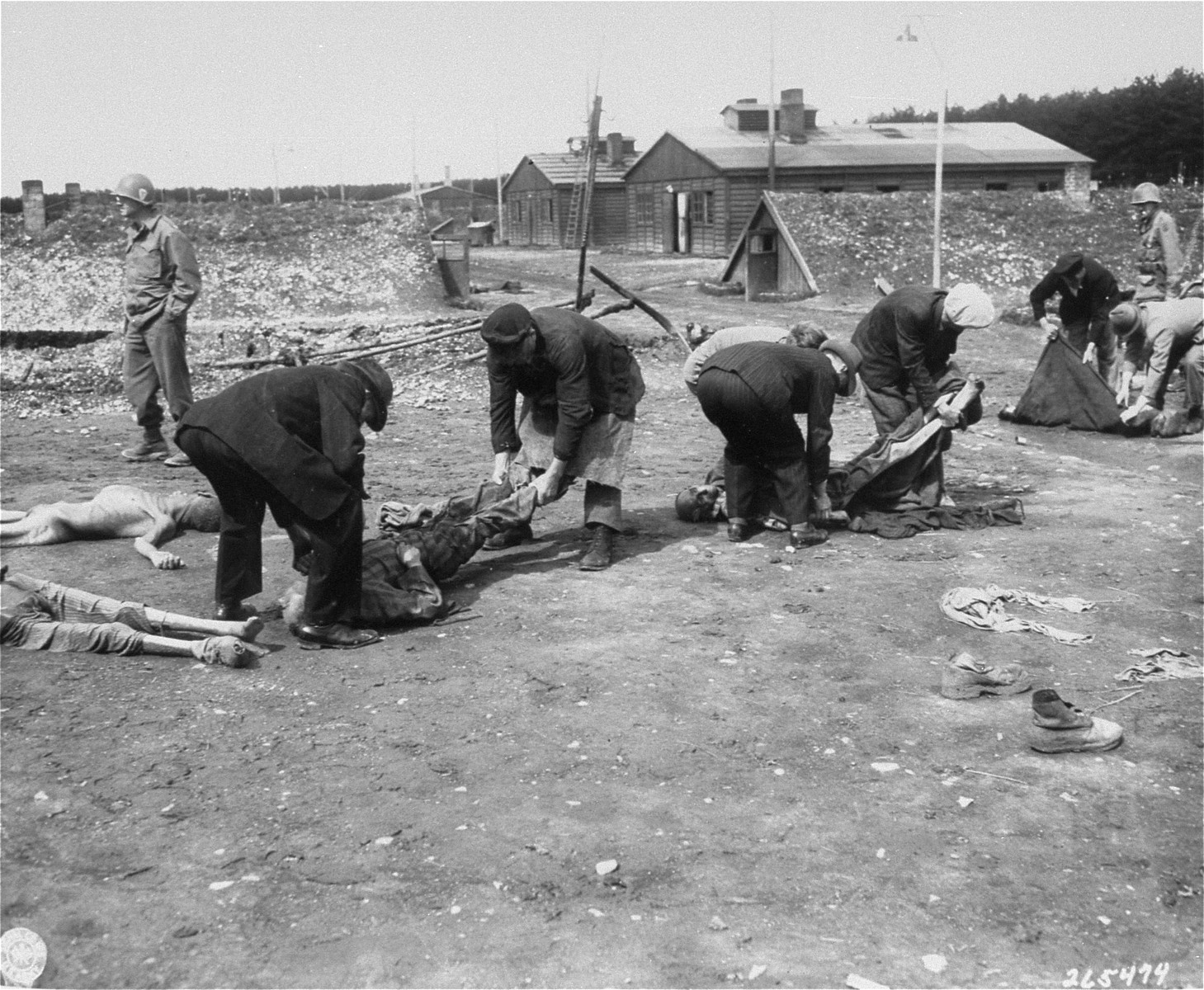
Civili tedeschi costretti a seppellire le vittime
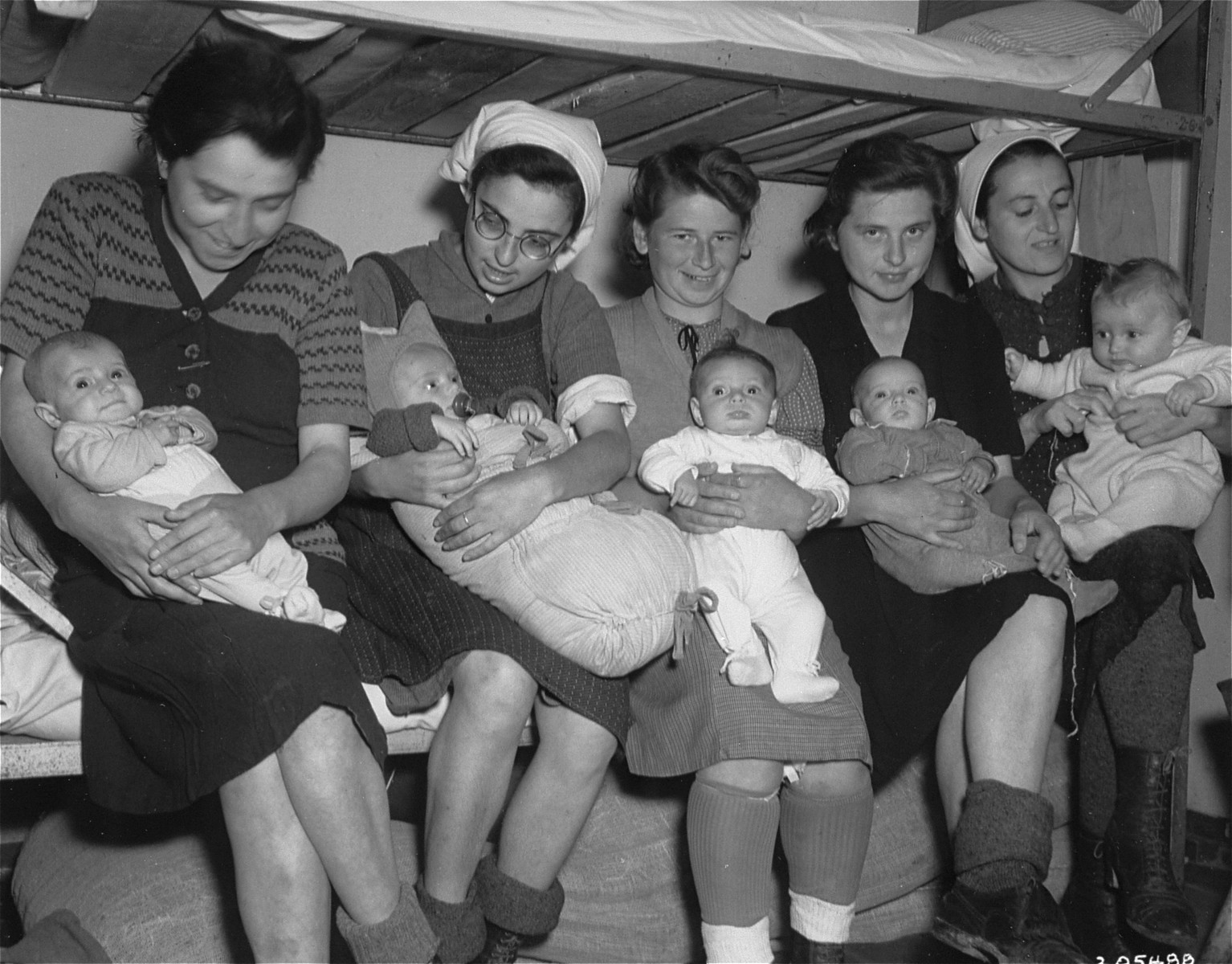
Cinque delle donne "Schwanger Kommando" dopo la liberazione

## Liberazione e conseguenze
I sottocampi di Kaufering furono liberati tra il 24 e il 27 aprile dalla Settima Armata degli Stati Uniti.
La 12ª divisione corazzata raggiunse Kaufering IV il 27 aprile, con la 101ª divisione aviotrasportata in arrivo il giorno successivo. Anche il 522 ° battaglione di artiglieria da campo, composto interamente da giapponesi americani, partecipò alla liberazione, come la 36ª divisione di fanteria dal 30 aprile. Al loro arrivo i liberatori trovarono 500 cadaveri carbonizzati, molti dei quali nudi, della cui sepoltura furono costretti ad occuparsi i tedeschi residenti in loco. Le strutture rimanenti erano "indescrivibilmente sporche" perché i prigionieri morenti erano stati lasciati lì. I soldati americani documentarono le condizioni dei campi con fotografie e cinegiornali. Uno dei liberatori riferì:
Nove dei quaranta imputati del processo di Dachau sono stati accusati di crimini commessi a Kaufering. Inoltre, tre persone sono state processate individualmente nei tribunali tedeschi per le loro azioni a Kaufering, due di loro ex funzionari-prigionieri del campo. Aumeier fu estradato in Polonia, dove fu condannato e giustiziato. Un grande campo per sfollati si trovava a Landsberg nel dopoguerra, guidato da ebrei lituani sopravvissuti a Kaufering.

## Commemorazione

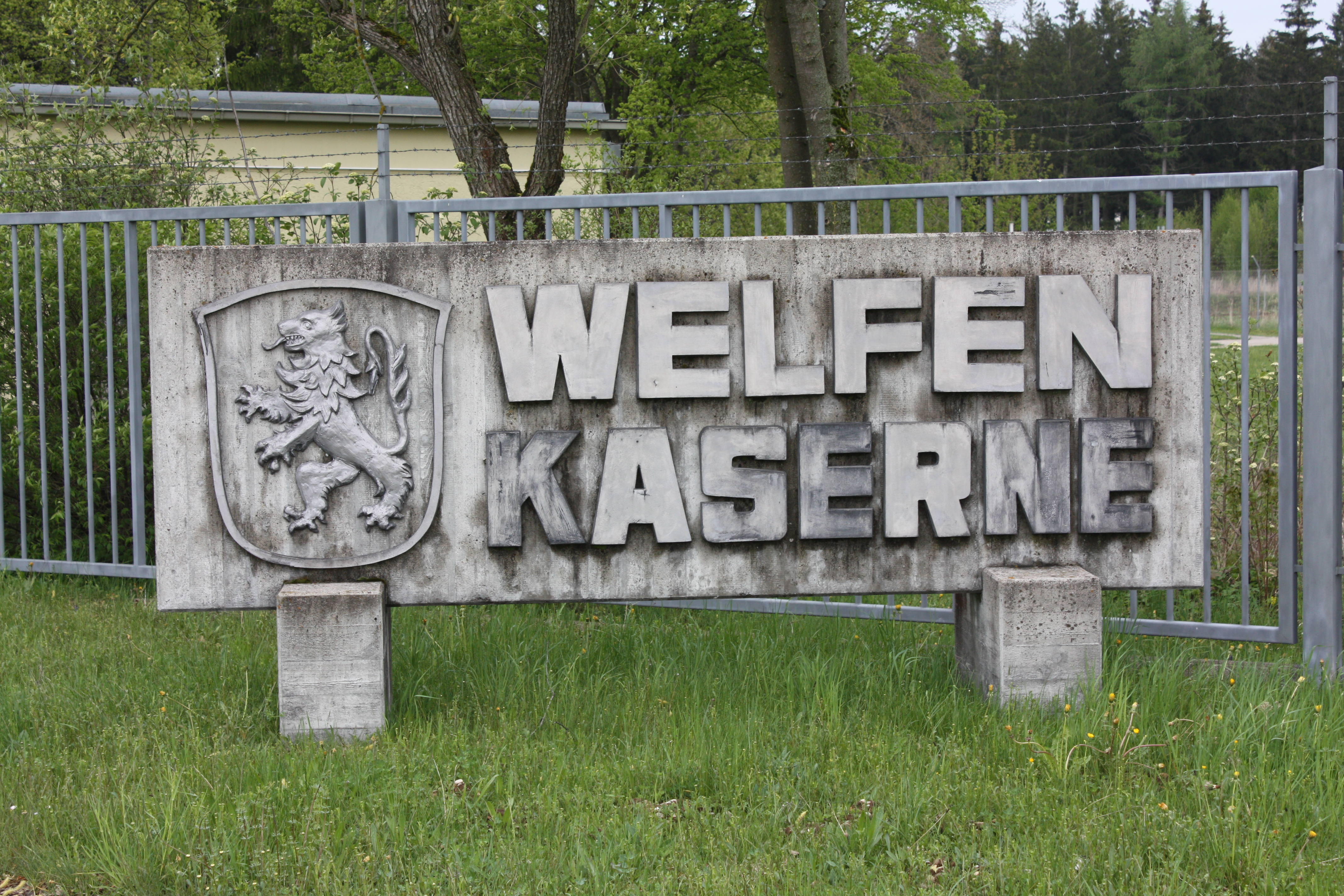
Ingresso del Welfenkaserne, deposito di riparazione dell'aeronautica militare tedesca situato nell'ex bunker di Weingut II

Ci sono decine di " KZ-Friedhöfe" (fosse comuni) con i resti di migliaia di persone che morirono a Kaufering. Le più grandi di queste si trovano a Kaufering II e III, con circa 2.000 e 2.500 vittime rispettivamente. Molte delle lapidi sono difficili da trovare. Vicino ai binari della ferrovia fuori dal villaggio di Schwabhausen, ci sono tre fosse comuni vicino alla linea ferroviaria, vittime di mitragliamenti alleati, che sono contrassegnate da targhe. A Sankt Ottilien c'è un piccolo cimitero con i resti di circa 40 prigionieri che morirono poco dopo la liberazione.
All'inizio degli anni ottanta, un'associazione privata chiamata Landsberg im 20 è stata costituita per commemorare Kaufering. Il sito di Kaufering VII è stato acquistato in seguito alla donazione di un sopravvissuto ebreo a condizione che vi fosse eretto un memoriale, cosa che non è stata realizzata. Nel 2014, il governo federale ha donato 700.000 euro all'Europäische Holocaustgedenkstätte (Memoriale europeo dell'Olocausto) di Landsberg e la città di Landsberg ha donato terreni contenenti macerie e resti architettonici. I lavori di restauro sono stati effettuati tra il 2009 e il 2016 su tre bunker intatti e tre in rovina e sugli alloggi delle SS, dall'Europäische Holocaustgedenkstätte, vincendo il premio bavarese per la conservazione storica. Il sito è recintato e non accessibile ai visitatori, ma ci sono targhe informative e commemorative nelle vicinanze. Secondo la storica Edith Raim, il Landsberg im 20, l'associazione Jahrhundert e il suo direttore, Anton Posset, hanno rifiutato l'accesso al sito ai sopravvissuti e alle loro famiglie, all'ambasciatore israeliano Shimon Stein e agli ispettori della Lista bavarese dei monumenti.
Oltre a Kaufering VII, non ci sono quasi resti dei sottocampi Kaufering, le cui posizioni sono state stabilite definitivamente solo grazie al lavoro di Raim. La maggior parte dei siti sono ora utilizzati per giardini, foreste, agricoltura o abitazioni. Landsberg am Lech ha una targa prominente nel centro della città che commemora i soldati tedeschi morti in entrambe le guerre mondiali, ma nessun memoriale per le vittime dell'Olocausto.  C'è un modesto monumento commemorativo a Kaufering III, mentre un pannello informativo instaurato in seguito a un progetto studentesco non ha ricevuto alcuna manutenzione ed è caduto in rovina. Rimangono solo segni di tombe a Kaufering II e VI. Un campo da tennis è attivo sul precedente sito di Kaufering I, mentre Kaufering VI è stato rimosso e c'è un McDonald's nelle vicinanze. Tracce dell'incendio appiccato dalle SS a Kaufering IV furono distrutte dalla massiccia estrazione di ghiaia avviata negli anni ottanta; una torre di caccia che assomiglia alle torri di guardia nei campi di concentramento fu eretta da un residente locale, che un visitatore trovò "piuttosto inquietante".

Solo uno dei bunker costruiti dai lavoratori schiavi, Weingut II, sopravvive. Durante gli anni sessanta fu riutilizzato per essere utilizzato dalla Bundeswehr, come parte del Welfenkaserne, ed è ancora in uso come impianto di riparazione dall'aeronautica tedesca.

Memoriali di Kaufering
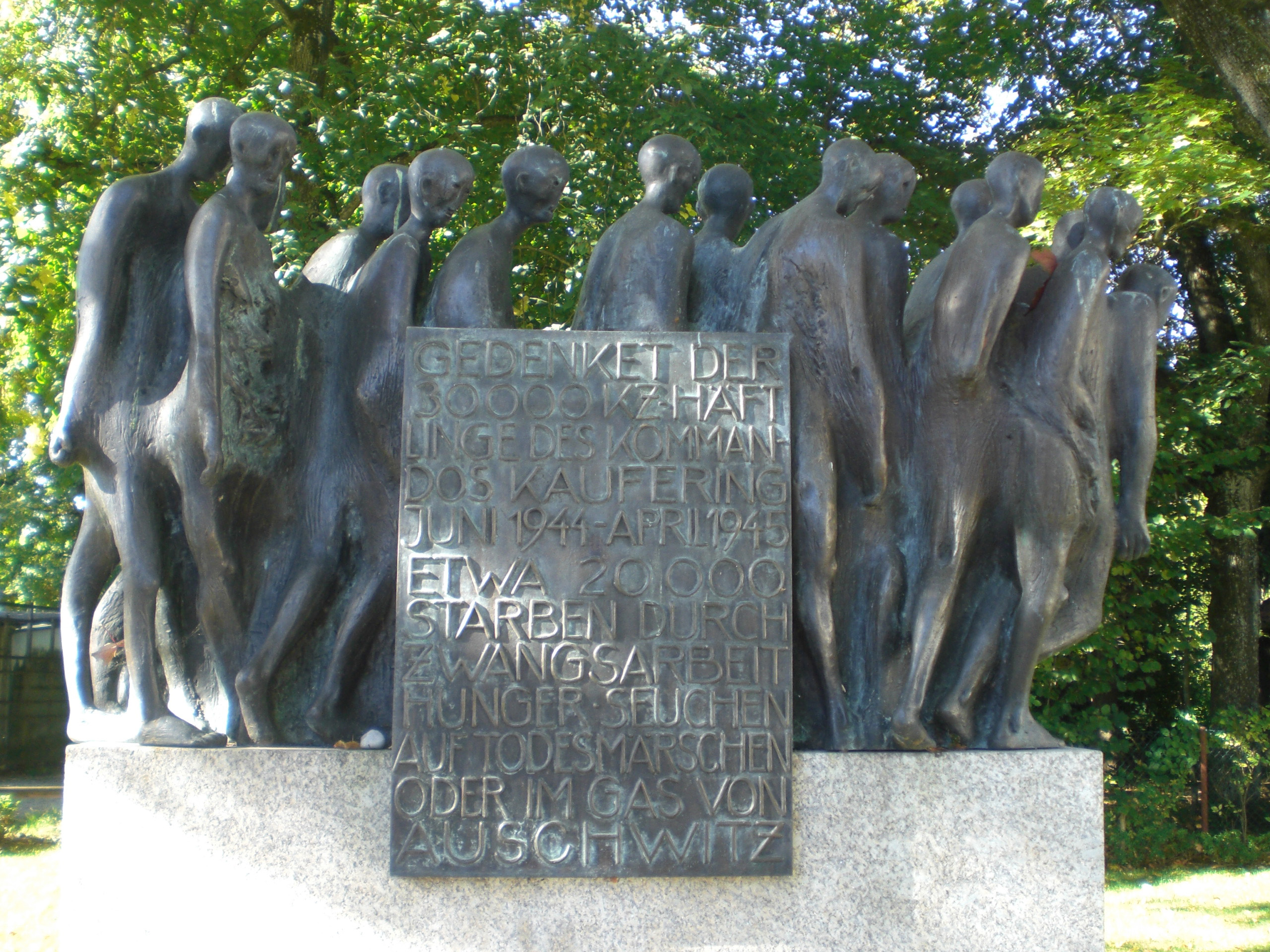
Memoriale presso la stazione ferroviaria di Kaufering
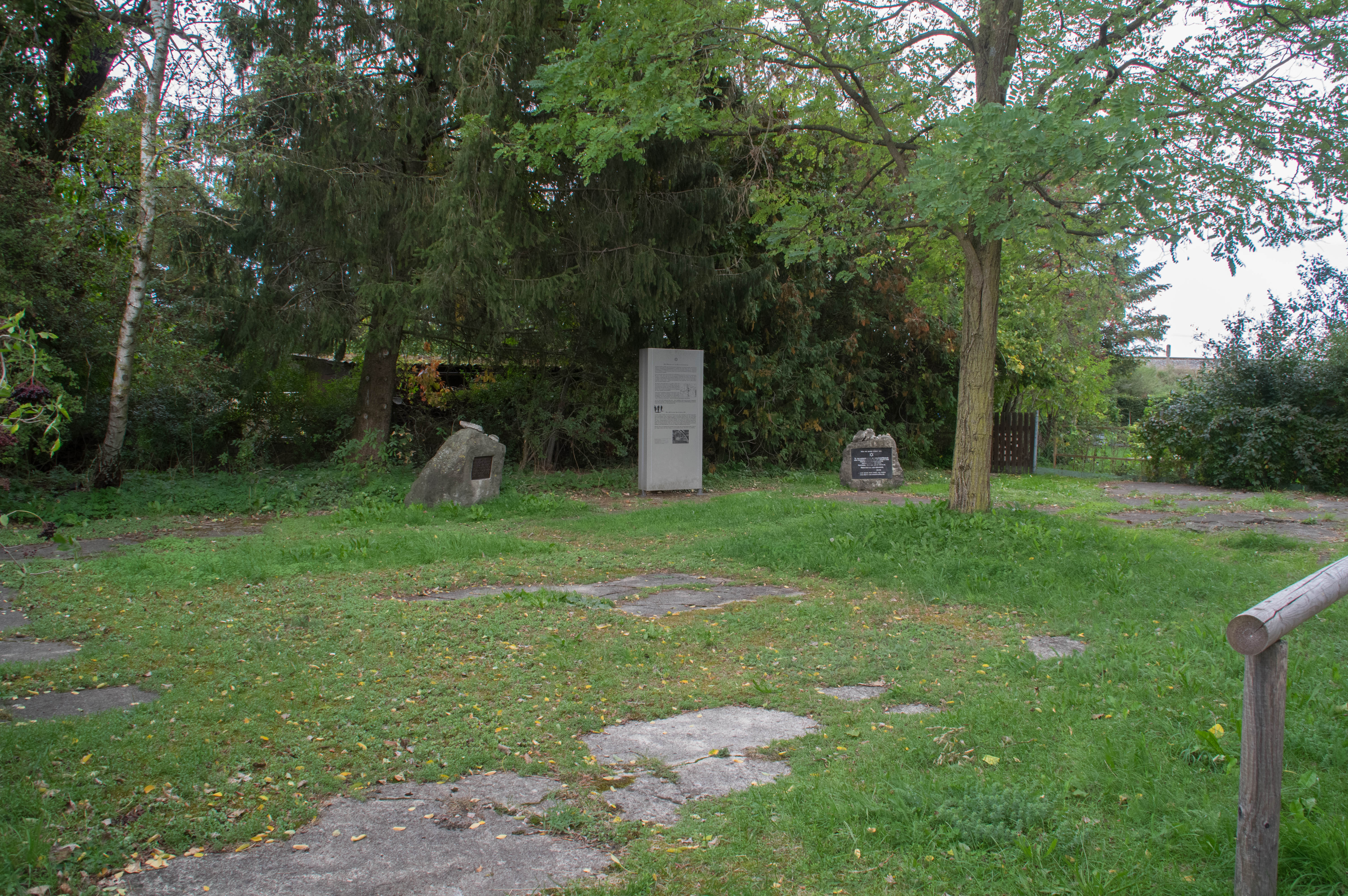
Memoriali di Kaufering III
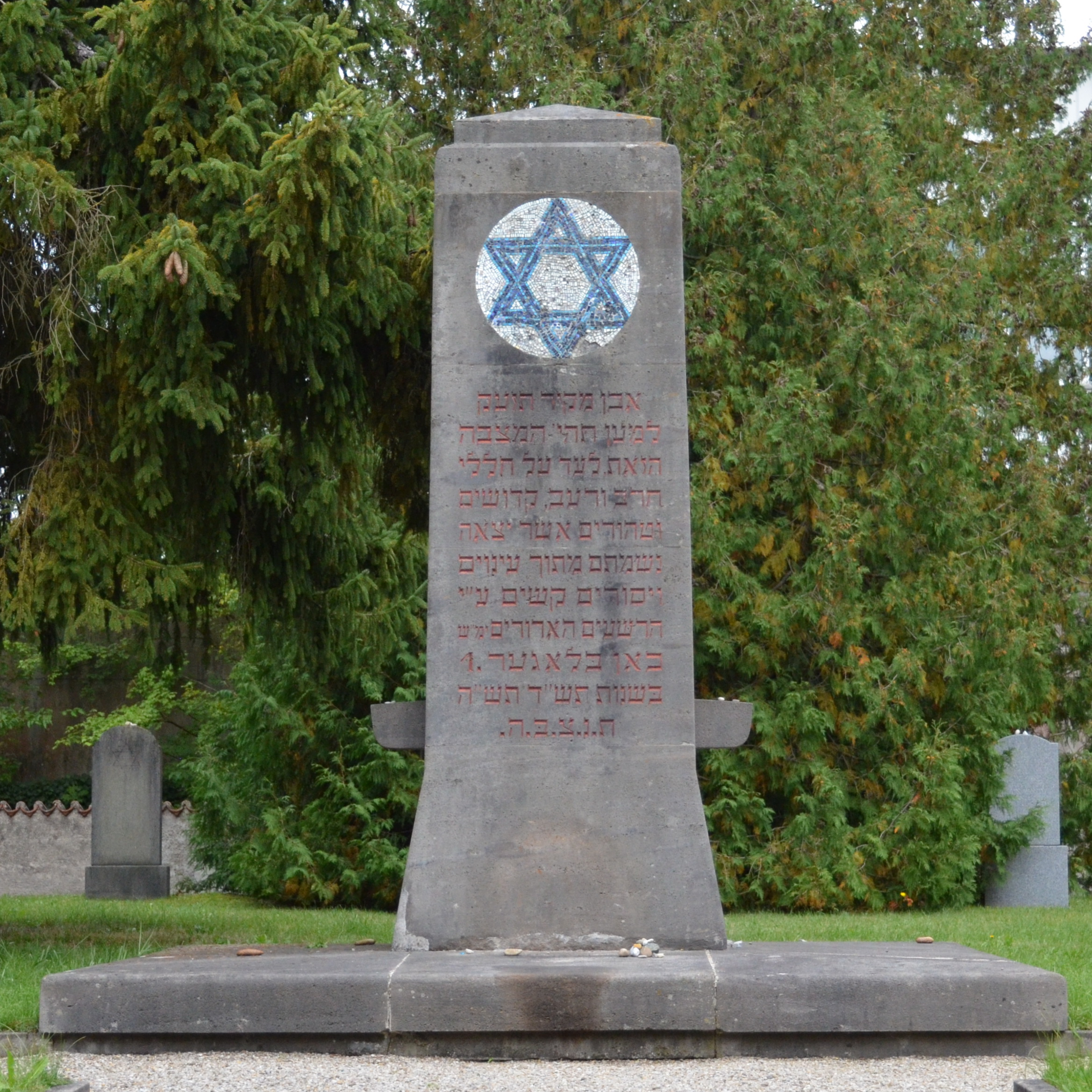
Memoriale nella fossa comune di Landsberg
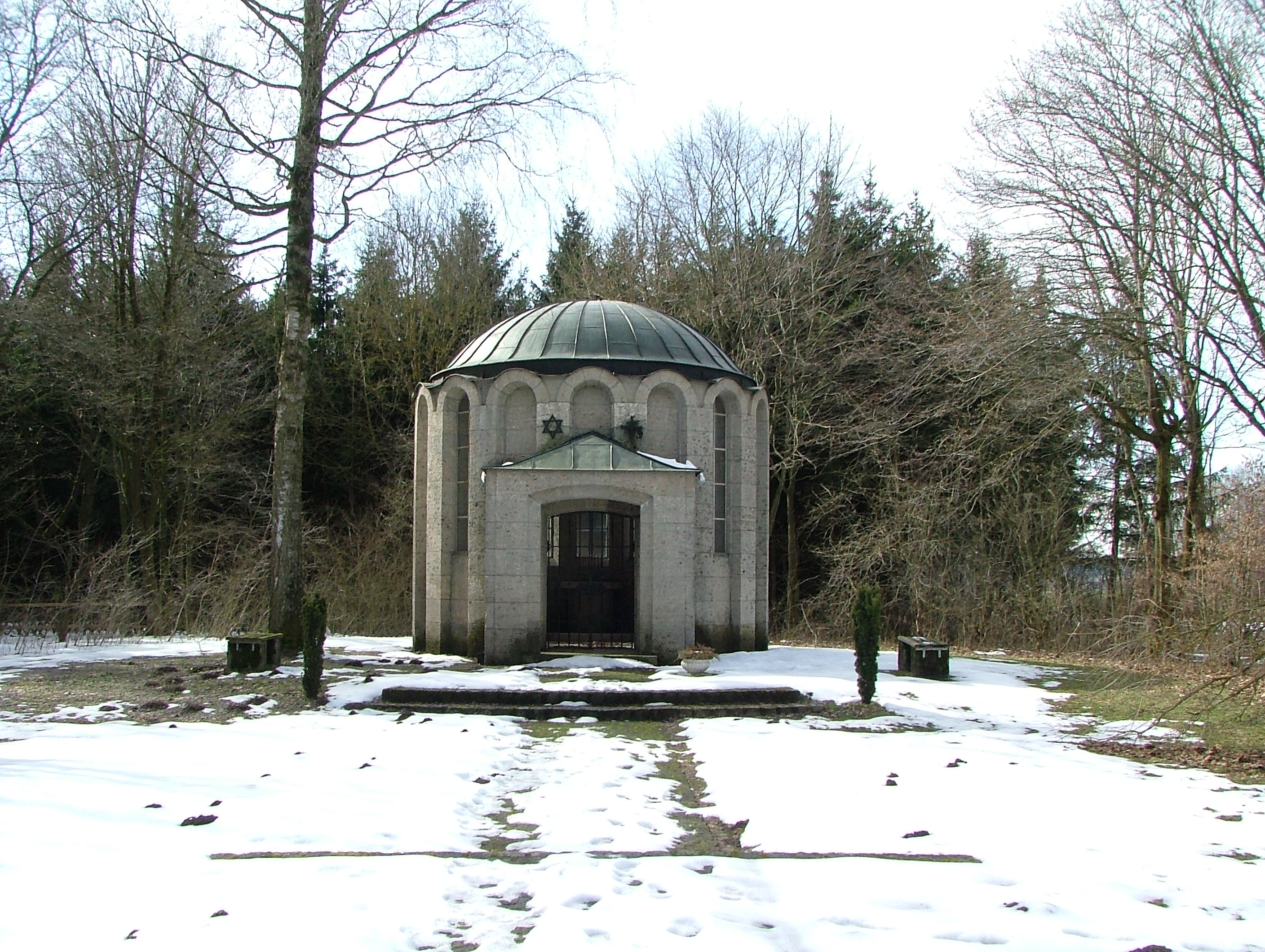
Ingresso al cimitero di Türkheim (Kaufering VI)

## Nella cultura popolare
La liberazione di Kaufering IV è stata rappresentata nella seconda metà dell'episodio 9 " Why We Fight " della miniserie TV Band of Brothers, incentrata sulla compagnia E, 506 ° reggimento di fanteria, 101ª divisione aviotrasportata . Sebbene sia stato girato nell'Hertfordshire, in Inghilterra, l'episodio è una riproduzione realistica di eventi reali rappresentati in foto storiche e cinegiornali. Ad esempio, i soldati devono confinare i prigionieri nel campo perché non ci sono cure mediche sufficienti e i civili tedeschi sono costretti a seppellire i morti. I soldati statunitensi, che parteciparono al D-Day e attraversarono Francia e Germania, sono rimasti delusi, ma affrontare gli orrori del regime nazista ricorda loro perché stanno combattendo la guerra. I commentatori valutano l'episodio come uno dei migliori della serie. Lo scrittore americano J.D. Salinger, l'autore di Catcher in the Rye, è stato uno dei liberatori di Kaufering IV.
Lo psicologo austriaco Viktor Frankl fu deportato da Theresienstadt a Kaufering via Auschwitz nell'ottobre 1944; ha trascorso cinque mesi a Kaufering III ed è stato trasferito a Kaufering VI nel marzo 1945. Il suo libro di memorie del 1946, Uno psicologo nei lager, ha venduto più di dieci milioni di copie ed è stato tradotto in 24 lingue. Gran parte del libro è ambientata ad Auschwitz, dove Frankl ha trascorso solo tre giorni, ma in realtà descrive la sua esperienza a Kaufering. Nel libro, Frankl sviluppa la sua teoria della logoterapia e sostiene che i prigionieri che mantenevano un atteggiamento positivo avevano maggiori probabilità di sopravvivere. Il suo lavoro, tuttavia, non è stato accolto positivamente dagli storici dell'Olocausto, i quali sostengono che le teorie di Frankl non spiegano perché alcuni prigionieri siano sopravvissuti e altri no.